# Tetractenos glaber
Tetractenos glaber är en fiskart som först beskrevs av Chevalier de Fréminville 1813.  Tetractenos glaber ingår i släktet Tetractenos och familjen blåsfiskar. Inga underarter finns listade i Catalogue of Life.